# ハム脾
ハム脾（ハムひ、ham-like spleen）とは硬度に免役された血清馬、犬、猫、鶏などで認められる、赤脾髄や濾胞辺縁帯にアミロイドLタンパク質がび慢性の沈着した状態の脾臓。脾臓のアミロイド症で観察され、アミロイドの沈着に伴い、濾胞が腫大し、その割面は灰白顆粒状を呈する。脾洞を侵し、脾髄にまで及ぶ。白脾髄にアミロイドが沈着したものはサゴ脾と呼ばれる。